# Munden (Kansas)
Munden es una ciudad ubicada en el condado de Republic en el estado estadounidense de Kansas. En el año 2010 tenía una población de 100 habitantes y una densidad poblacional de 200 personas por km².

## Geografía
Munden se encuentra ubicada en las coordenadas 39°54′48″N 97°32′19″O / 39.91333, -97.53861 (39.913471, -97.538715).

## Demografía
Según la Oficina del Censo en 2000 los ingresos medios por hogar en la localidad eran de $25,000 y los ingresos medios por familia eran $30,750. Los hombres tenían unos ingresos medios de $20,000 frente a los $28,333 para las mujeres. La renta per cápita para la localidad era de $12,6491. Alrededor del 16.2% de la población estaban por debajo del umbral de pobreza.